# Donald Dixon
Donald Dixon (6 mars 1929 - 19 février 2017) est un homme politique travailliste britannique. 

## Biographie
Dixon travaille dans les chantiers navals de Tyne et est un représentant des travailleurs avant d'être élu. 
Entre 1963 et 1974, Dixon dirige le conseil municipal de Jarrow. Après l'abolition de ce conseil, il passe cinq ans à la présidence du South Tyneside. 
Il est député de Jarrow de 1979 à son départ à la retraite en 1997. Il est whip du parti et examine la question de l'ancien droit du parti. Il est ensuite élevé à la Chambre des lords en tant que pair à vie avec le titre de baron Dixon de Jarrow dans le comté de Tyne and Wear. Il prend sa retraite de la Chambre des lords le 9 février 2016. 